# 松田盛秀
松田 盛秀（まつだ もりひで）は、戦国時代の武士。後北条氏の家臣。北条早雲（伊勢盛時）・氏綱・氏康の三代に仕えた。

## 略歴
松田頼秀の子として誕生。
松田氏の出自は室町幕府奉公衆でもある備前松田氏の出身であり、盛秀の「盛」の字は伊勢宗瑞（盛時）からの偏諱であるとみられることから、宗瑞に従ったのは少なくと1世代前に遡り、盛秀が元服の段階には既に重臣に列していた。また、相模松田氏の家名を継承していたと思われる。
盛秀は譜代家臣最高となる約2,000貫文近く所領を有していた。さらに小田原城後背の苅野荘（南足柄市）に1,000貫文以上の所領を与えられ、小田原衆の寄親を務めた。
北条綱成の実妹を妻にしていることが知られている。
永正7年（1510年）には扇谷上杉と戦い、永正13年（1516年）は北条氏の先陣として三崎で戦い、大永4年（1524年）にも江戸城攻略の時に活躍した。
天文8年（1539年）に浅草寺の奉加帳に名前が見えるのが史料上の初見である。
天文14年（1545年）に今川家が河東地域した際には、最前線となる吉原城に在城した（第二次河東一乱）。
天文18年（1549年）には武蔵国の国衆である三田家と上田家を従属を取り持ち、両家への指南の務めた為か、氏康から勝沼領と松山領からそれぞれ500貫文の計1,000貫文が与えられた。また、松山領については領域支配を管轄していた。
天文23年（1554年）12月には筆頭家老として、氏政に嫁ぐ黄梅院の請取を武田家への取次である遠山綱景と桑原盛正と共に担当した（甲相駿三国同盟）。
小田原城の奉行と評定衆を務め、それとは別に天文24年（1555年）頃から鎌倉街道の要所であり、北条氏の直轄地である下総国・関宿の代官を兼務するなど、後に北条氏の重臣となる子・憲秀と同じように早くから重臣として政務に関与していたと思われる。
永禄元年（1558年）4月に古河公方・足利義氏が鶴岡八幡宮に参拝した後、小田原城内で招かれた北条氏康主催の宴会では終了の挨拶を宿老達の中で一番始めに行い（『鶴岡八幡宮社参記』） 、義氏に馬と太刀を贈呈している。
弘治元年（1555年）から永禄元年（1558年）の間に盛秀は隠居し、嫡子・憲秀に家督と役割を継いだ。盛秀の活動は永禄7年（1564年）まで確認される。